# Orectochilus ahlwarthi
Orectochilus ahlwarthi is een keversoort uit de familie van schrijvertjes (Gyrinidae). De wetenschappelijke naam van de soort is voor het eerst geldig gepubliceerd in 1957 door Ochs.